# Осма пехотна тунджанска дивизия
Осма пехотна тунджанска дивизия е българска военна част.

## Формиране
Осма пехотна тунджанска дивизия е формирана с Указ № 83 от 30 декември 1903 г. със седалище в Стара Загора. В състав две пеши бригади, 1-ва бригада (10-и Родопски и 30-и Шейновски пехотни полкове) и 2-ра бригада (12-и Балкански и 23-ти Шипченски пехотни полкове).През 1905 г. за бригаден командир е назначен полковник Ангел Панев.

## Балканска война (1912 – 1913)
В навечерието на Балканската война в състава на дивизията са вече три
пехотни бригади:1-ва, 2-ра и 3-та (51-ви и 52-ри пехотни полкове), както и 8-и скорострелен и 8-и нескорострелен артилерийски полкове.
По време на Балканската война дивизията се командва от генерал-майор Димитър Кирков. Взема участие в боевете за овладяване на височината Курт-Кале на 5 октомври 1912 г., а при обсадата на Одрин два от полковете на дивизията 12 Балкански и 30 Шейновски полкове заемат Южния сектор. 10-и Родопски и 23-ти Шипченски полк участват в атаката на крепостта на източния сектор.

## Първа световна война (1915 – 1918)
В началото на Първата световна война (1915 – 1918) дивизията влиза в състава на 1-ва армия и има следното командване и състав:

### Командване и състав
Щаб на дивизията
- Началник на дивизията – генерал-майор Тодор Митов, полковник Георги Бошнаков, генерал-майор Стефан Богданов
- Началник на щаба на дивизията – От Генералния Щаб, подполковник Никола Янакиев
- Дивизионен инженер и командир на 8-а пионерна дружина – военен инженер, полковник о.з. Ангел Радославов
- Дивизионен лекар – санитарен полковник д-р Емануил Шишманов
- Дивизионен интендант – подполковник Величко Преславски
- Председател на Военно-полевия съд –

Първа бригада
- Командир на бригадата – полковник Владимир Серафимов
  - Командир на 10-и пехотен родопски полк – подполковник Петър Атанасов
  - Командир на 30-и пехотен шейновски полк – подполковник Злати Костов

Втора бригада
- Командир на бригадата – полковник Иван Пашинов
  - Командир на 12-и пехотен балкански полк – полковник Христо Бояджиев
  - Командир на 23-ти пехотен шипченски полк – подполковник Петър Манов

Трета бригада
- Командир на бригадата – полковник Иван Върбанов
  - Командир на 55-и пехотен полк – подполковник Лазар Василев
  - Командир на 56-и пехотен полк – подполковник Димитър Алексиев

Осма артилерийска бригада
- Командир на бригадата – полковник Димитър Русчев
  - Командир на 8-ти артилерийски полк – подполковник Иван Ватев
  - Командир на 18-и артилерийски полк – подполковник Константин Венедиков

През юли 1919 година Осма дивизия е разформирована.

## Втора световна война (1941 – 1945)
През Втората световна война (1941 – 1945) дивизията първоначално е на прикриващия фронт, а в началото на декември 1944 година е изпратена на фронта, влиза в състава на 1-ва армия и има следното командване и състав:

### Командване и състав
Щаб на дивизията
- Началник на дивизията – генерал-майор Никола Грозданов, генерал-майор Борис Харизанов
- Началник на щаба на дивизията – полковник Станю Панчев, полковник Борис Дечев
  - Командир на 12-и пехотен балкански полк – полковник Димитър Димитров
  - Командир на 23-ти пехотен шипченски полк – подполковник Мартин Мартинов
  - Командир на 30-и пехотен шейновски полк – подполковник Асен Луков, полковник Тодор Попов
  - Командир на 8-и дивизионен артилерийски полк – полковник Асен Стефанов

## След Втората световна война
Дивизията е демобилизирана след края на войната. През 1946 г. 23-ти пехотен шипченски полк е разформирован. С указ №19 от юни 1947 г. дивизията е разформирована. Отново е формирана през декември 1947 г. с указ №25. В същото време и 23-ти пехотен шипченски полк също е възстановен. От 30 септември 1948 г. дивизията се премества на гарнизон в Хасково. На 8 юни 1950 г. е преименувана на 8-а стрелкова дивизия. По това време в нея се включват 12-и стрелкови полк, 23-и стрелкови полк, 30-и стрелкови полк и 8-и дивизионен артилерийски полк. На 22 ноември 1950 г. със заповед № 527 на министъра на отбраната е преименувана на втора стрелкова дивизия „Георги Димитров“. Нейните полкове също са преименувани както следва: 12-и стрелкови полк на 22-ри стрелкови полк с гарнизон в Харманли, 23-ти стрелкови полк в 31-ви стрелкови полк с гарнизон в Хасково, 30-и стрелкови полк на 49-и стрелкови полк с гарнизон в Марица, 8-и дивизионен артилерийски полк на 25-и оръдеен артилерийски полк с гарнизон в Кърджали. През 1956 г. е включена в състава на обединените въоръжени сили на Варшавския договор. Със заповед № 00250 от 7 август 1958 г. управлението на втора стрелкова дивизия е преименувано на управление на 17-а стрелкова дивизия. По това време в състава ѝ влизат 31-ви стрелкови полк с гарнизон в Хасково, 34-ти стрелкови полк с гарнизон в Момчилград, 78-и стрелкови полк с гарнизон в Крумовград, 66-и танко-самоходен полк с гарнизон в Хасково, 25-и артилерийски полк с гарнизон в Хасково, 87-и артилерийски полк с гарнизон в Кърджали, 77-и зенитен артилерийски полк с гарнизон в Кърджали и дивизионни части с номера на дивизията. От март 1960 г. е преименувана на Седемнадесета мотострелкова дивизия.

## Наименования
През годините дивизията носи различни имена според претърпените реорганизации:
- Осма пехотна тунджанска дивизия (1904 – 1921)
- Осми пехотен беломорски полк (1921 – 1928)
- Осми пехотен тунджански полк (1928 – 1938)
- Осма пехотна тунджанска дивизия (1938 – юни 1947)
- Осма пехотна тунджанска дивизия (декември 1947 – 8 юни 1950)
- Осма стрелкова дивизия (8 юни – 22 ноември 1950)
- Осма стрелкова дивизия „Георги Димитров“ (22 ноември 1950 – 7 август 1958)
- Седемнадесета стрелкова дивизия (7 август 1958 – март 1960)
- Седемнадесета мотострелкова дивизия (март 1960 – 1 януари 1996)
- Седемнадесета механизирана бригада (1 януари 1996 – 2003)
- Седемнадесета база за съхраняване на въоръжение и техника (2003 – 2006)

## Началници
Званията са към датата на заемане на длъжността.
| №   | звание        | име                | дати                             |
| --- | ------------- | ------------------ | -------------------------------- |
| 1.  | Полковник     | Иван Сарафов       | 1903 – 1908                      |
| 2.  | Генерал-майор | Вълко Велчев       | 1908 – 18 януари 1912            |
| 3.  | Полковник     | Димитър Кирков     | 18 януари 1912 – 1915            |
| 4.  | Полковник     | Никола Жеков       | февруари 1915 – юни 1915         |
| 5.  | Генерал-майор | Тодор Митов        | 1915 – декември 1916             |
| 6.  | Полковник     | Георги Бошнаков    | декември 1916 – 1917             |
| 7.  | Генерал-майор | Стефан Богданов    | януари 1917 – 1919               |
| 8.  | Генерал-майор | Лазар Козаров      | 1919 – 1920                      |
| 9.  | Полковник     | Владимир Стоянов   | 1920 – 1921                      |
| 10. | Полковник     | Минчо Банковски    | 1921 – 1922                      |
| 11. | Полковник     | Танко Витанов      | 1922 – 1923                      |
| 12. | Полковник     | Стоян Гашаров      | 1923 – 1925                      |
| 13. | Полковник     | Георги Сапов       | 1925 – 1926                      |
| 14. | Полковник     | Анастас Ватев      | 1926 – 1932                      |
| 15. | Полковник     | Никола Стайчев     | 1932 – 1934                      |
| 16. | Полковник     | Никола Недев       | 1934 – 1935                      |
| 17. | Полковник     | Георги Тановски    | октомври 1935 – 1936             |
| 18. | Полковник     | Христо Петков      | 1936                             |
| 19. | Полковник     | Никола Хаджипетков | април 1936                       |
| 20. | Полковник     | Асен Даскалов      | 1936 – 1941                      |
| 21. | Полковник     | Асен Сираков       | 1941 – 14 май 1944               |
| 22. | Полковник     | Димитър Владков    | 14 май 1944 – 10 юни 1944        |
| 23. | Генерал-майор | Никола Грозданов   | 10 юни 1944 – 24 ноември 1944    |
| 24. | Полковник     | Борис Харизанов    | 28 ноември 1944 – 17 януари 1946 |
| 25. | Генерал-майор | Стефан Таралежков  | 1946 – 1947                      |
| 26. | Генерал-майор | Щерю Атанасов      | 1947 – 1950                      |